# Prague 14
Prague 14, officiellement district municipal de Prague (Městská čast Praha 14), est une municipalité de second rang à Prague, en République tchèque. Le district administratif (správní obvod) du même nom comprend les arrondissements municipaux de Prague 14 (Hloubětín (partie), Kyje, Černý Most et Hostavice) et de Dolní Počernice.